# Церковь Казанской иконы Божией Матери (Новосиль)
Церковь Казанской иконы Божией Матери — кладбищенская бесприходная церковь (ныне утраченная) в городе Новосиле Орловской области.
В письменных источниках о Новосиле 1-й четверти XVII века упомянуто пять деревянных церквей: в крепости — Соборная Успения Пресвятой Богородицы (действующая); через овраг на посаде — Николая Чудотворца (действующая); в Стрелецкой слободе — Страстотерпца Христова Георгия (действующая), Рождества Иоанна Предтечи и Ильинская с приделами Святых Флора и Лавра (ветхие недействующие).

В городской черте находился также Ильинский женский монастырь (упразднён в 1764 в результате секуляризационной реформы), на территории которого около 1764 года была построена кирпичная церковь во имя Казанской иконы Божией Матери.

До нынешнего времени (2018) сохранилась только церковь Николая Чудотворца.

## Описание
В 1777 году из села Мохового была перевезена и устроена при кладбище (в западной части города), для совершения ритуальных обрядов погребения усопших, старая деревянная Казанская церковь. В 1802 году тщанием священника Николаевской церкви Михаила Петрова при кладбище была построена бесприходная кирпичная церковь во имя Казанской иконы Божией Матери. В 1877 году на средства новосильского купца  Д. В. Белевцева к церкви пристроили колокольню и трапезную в честь Всех Святых. В дальнейшем в храме производились работы по росписи стен и устройству отопления. Храм был разобран в середине XX века.